# 井上大
井上 大（いのうえ まさる、1973年9月13日 - ）は、大阪府出身の日本の元社会人野球選手（外野手）、野球指導者。

## 経歴
中学時代は、「大東畷ボーイズ」に所属。チームメイトには、萩原誠や谷口功一らがいる。萩原や谷口とともにボーイズリーグの日本代表に選出され、世界選手権での優勝経験がある。
高校は自宅からも近い大阪桐蔭高等学校に進学。高校の同期には前述の萩原の他に和田友貴彦・背尾伊洋両投手、澤村通らがいる。1991年春に第63回選抜高等学校野球大会に出場し、同校が春夏通じて初の甲子園大会出場となった。初戦で和田がノーヒットノーランを達成し、準々決勝まで勝ち進みベスト8。また、夏には第73回全国高等学校野球選手権大会に出場。準々決勝の帝京戦では、当時のラッキーゾーンのフェンスによじ登りレフトフライを好捕するファインプレーを見せる。次のイニングでは、レフトスタンドにホームランも放っている。そして、15年ぶりの初出場初優勝の偉業を成し遂げる。
高校卒業後の1992年、和田と共に東都大学野球連盟所属の東洋大学に進学。1年春のリーグ戦から出場。4年間を通じてフル出場。3年春はベストナイン。共に打線の中軸を担った同期の清水隆行、川中基嗣、1学年下の今岡誠らと4年春にリーグ優勝を果たした。リーグ通算94試合、328打数85安打3本塁打34打点、打率.259。
大学卒業後は、松下電器に入社。2001年の都市対抗野球大会においては、サイクルヒットを達成している。長く野球部に在籍し、主将やコーチも経験。都市対抗野球大会10年連続出場の表彰、日本選手権では2度の優勝経験。34歳時に野球部を退部し、40代を機にパナソニックも退職。
パナソニック退社から半年後に東洋大時代の恩師の高橋昭雄から東洋大でのコーチ就任を打診される。2015年5月からは東洋大野球部コーチに就任。監督の杉本泰彦の退任に伴い、2023年1月1日付で監督に就任。